# Mârșa (gmina)
Mârșa – gmina w Rumunii, w okręgu Giurgiu. Obejmuje tylko jedną miejscowość Mârșa. W 2011 roku liczyła 2742 mieszkańców. 